# DarkSide (хакерская группа)
DarkSide — хакерская группа и производитель хакерского ПО. Впервые была замечена в августе 2020 года. По мнению лаборатории Касперского, профессионально выглядящий веб-сайт DarkSide Leaks вполне может быть веб-сайтом поставщика онлайн-услуг, который использует традиционные методы маркетинга, имея признаки бизнес-предприятия.

## Особенности
Судя по схеме работы, группа состоит из опытных киберпреступников.
Код программы-вымогателя, используемый DarkSide, напоминает программу-вымогатель, используемую REvil, другой хакерской группой; код REvil не является открытым, что говорит о том, что DarkSide является либо ответвлением, либо партнёром REvil. DarkSide и REvil используют аналогично составленные требования выкупа и один и тот же код. Как правило, большинство жертв не находятся в странах СНГ. Darkside — программа-вымогатель, используемая как услуга (RaaS). Вполне возможно, что за тремя атаками, произошедшими в последнее время, стоят разные партнёрские группы. Участники DarkSide признают, что они просто покупают доступ к корпоративным сетям и понятия не имеют, как был получен к ним доступ.
Существует мнение, что компания имеет связь с Россией или иной страной, поскольку она не атакует сайты, написанные на русском и компании, расположенные в странах СНГ. Кроме того, по сообщению компании Acronis, вредоносное ПО группы не работает на компьютерах, использующих русскую раскладку клавиатуры.
Группа утверждает, что жертвует часть своих преступных доходов на благотворительность, и разместила квитанции на несколько таких пожертвований на своём веб-сайте.
Бостонская компания Cybereason, специализирующаяся на технологиях кибербезопасности, заявила, что DarkSide — организованная группа хакеров, создавших своеобразную бизнес-модель «программы-вымогателя как услуги», то есть хакеры DarkSide разрабатывают и продают инструменты взлома программ-вымогателей заинтересованным лицам, которые затем проводят атаки. Американский кабельный и спутниковый телеканал новостей бизнеса CNBC назвал DarkSide «злым двойником стартапа из Кремниевой долины». Издание цитирует заявление компании, в котором говорится: «Мы аполитичны, мы не участвуем в геополитике, не нужно связывать нас с определённым правительством и искать наши мотивы. Наша цель — зарабатывать деньги, а не создавать проблемы для общества».

## Известные атаки
DarkSide подозревается в проведении кибератаки на Colonial Pipeline — один из крупнейших топливных трубопроводов США.. Атака является крупнейшей в истории кибератакой на критически важную инфраструктуру США.
Руководство компании Colonial Pipeline признало выплату хакерам выкупа 4,5 млн долл. По данным исследовательской компании Elliptic, только за период с августа 2020 года по апрель 2021, DarkSide получила с жертв своих атак, по меньшей мере 90 млн долл. в биткоинах.

## Поддержка хакеров
Услуги DarkSide включают в себя оказание технической поддержки хакерам, ведение переговоров с их жертвами, обработку платежей и разработку специализированных компаний давления с помощью шантажа и других средств.
Согласно данным компании FireEye, занимающейся компьютерной безопасностью, DarkSide взимала с пользовавшихся её услугами хакеров плату по скользящей шкале: от 10 % за выкуп свыше 5 млн долларов до 25 % за выкуп менее 500 тыс. долларов.
DarkSide предлагает так называемые «услуги по вымогательству» в интернете. DarkSide берёт плату со своих соучастников, которые не обладают знаниями программистов для создания программ-вымогателей, но могут влезть в компьютер своей жертвы. По данным газеты New York Times, криминальные операции приносят DarkSide миллионы долларов ежемесячно.

### Комментарии
1. ↑  Colonial Pipeline перекачивет 2,5 млн баррелей нефти в день и обеспечивает 45% топлива, потребляемого на восточном побережье США.
2. ↑  Журналисты New York Times через анонимного посредника получили доступ к сайту DarkSide и смогли ознакомиться с деталями работы «этой русскоязычной банды, ставшей лицом глобальной киберпреступности»[12].

### Сноски
1. ↑  Darkside Ransomware does not attack hospitals, schools and governments - Acronis (англ.). www.acronis.com. Дата обращения: 10 мая 2021. Архивировано 10 мая 2021 года.
2. ↑  Dedenok, Roman. DarkSide leaks shows how ransomware is becoming an industry (англ.). Дата обращения: 10 мая 2021. Архивировано 12 мая 2021 года.
3. ↑  В США парализован крупный нефтяной объект — есть русский след. www.bbc.com. Дата обращения: 12 июля 2021. Архивировано 10 мая 2021 года.
4. ↑  David E. Sanger & Nicole Perlroth, F.B.I. Identifies Group Behind Pipeline Hack (англ.). www.nytimes.com. Дата обращения: 12 июля 2021. Архивировано 6 июня 2021 года., New York Times (May 10, 2021).
5. ↑  Charlie Osborne, Researchers track down five affiliates of DarkSide ransomware service (англ.). www.zdnet.com. Дата обращения: 12 июля 2021. Архивировано 7 июня 2021 года., ZDNet (May 12, 2021)
6. ↑  What We Know About the DarkSide Ransomware and the US Pipeline Attack (англ.). www.trendmicro.com. Дата обращения: 12 июля 2021. Архивировано 8 октября 2021 года., Trend Micro Research (May 14, 2021)
7. ↑  US passes emergency waiver over fuel pipeline cyber-attack (англ.). www.bbc.com. Дата обращения: 12 июля 2021. Архивировано 10 мая 2021 года., BBC, 10.05.2021
8. ↑  Mysterious 'Robin Hood' hackers donating stolen money (англ.). BBC News (19 октября 2020). Дата обращения: 10 мая 2021. Архивировано 18 мая 2021 года.
9. ↑  Eamon Javers. Here's the hacking group responsible for the Colonial Pipeline shutdown (англ.). cnbc.com. Дата обращения: 12 июля 2021. Архивировано 10 мая 2021 года.
10. 1 2  Who are DarkSide, the 'Robin Hood' criminal gang blamed for shutting down one of the biggest fuel pipelines? (англ.). www.abc.net.au (9 мая 2021). Дата обращения: 10 мая 2021. Архивировано 7 июня 2021 года.
11. ↑  Ransomware: Should paying hacker ransoms be illegal? (англ.). www.bbc.com. Дата обращения: 12 июля 2021. Архивировано 21 мая 2021 года., BBC, 20.05.2021
12. 1 2 3 4  New York Times: программы-вымогатели на заказ от россиян. www.bbc.com. Дата обращения: 12 июля 2021. Архивировано 3 июня 2021 года.